# Wade Hampton III
Wade Hampton III (Charleston, 1818. március 28. – Columbia, 1902. április 11.) az Amerikai Egyesült Államok demokrata párti szenátora (Dél-Karolina, 1879–1891), az Amerikai polgárháború lovassági tábornoka. Gazdag ültetvényes családból származott, a háború kitörése előtt neki volt a legtöbb rabszolgája Dél-Karolinában. Ezzel párhuzamosan először képviselője volt Dél-Karolina állami törvényhozásának, majd később szenátorként vett részt a munkájában.
A polgárháborúban segített felfegyverezni a Hampton Légiót. A hadseregbe közlegényként lépett be, de hamarosan ezredesi beosztást kapott a gyalogságnál. Harcolt a manassasi győzelemnél, majd a Virginia-félszigeti hadjáratban. A Seven Pines-i ütközetben súlyos lábsebet kapott. Jeb Stuart vezérőrnagy felismerte Hamptonban a tehetséges lovassági parancsnokot és a Hétnapos csata utáni átszervezés során elérte, hogy Hamptont az ő egyik új lovasdandárjának a parancsnokának osszák be. Az Antietami csatában a dandár a hadállás bal szárnyát képezte. 1862 októberében Hampton dandárja részt vett chambersburgi portyán. 1862 súlyos éhínséggel átvészelt telén hozzájárult az Észak-virginiai hadsereg életben tartásához és folyamatos portyákkal táplálta a súlyos aszály okozta rossz termés után éhező hadsereget. A Brandy Station-i ütközetben visszaverte a határozatlan uniós támadást. Részt vett Jeb Stuart gettysburgi portyájában, melynek során többször is megütközött az uniós lovassággal. Július 3-án végül srapneltől szenvedett súlyos sebesülést a Keleti lovasmezőn. 1864. májusában harcolt a Vadon csatában és megakadályozta Sheridan lovasságának kitörését a rengetegből. Jeb Stuart halála után rangidősségénél fogva kiérdemelte a lovashadtest vezetését, de Lee tábornagy vonakodott kezébe adni a teljes lovassági haderőt. 1864. augusztusában a Trevillian Station-i ütközet győzelme után végre egyesíthette a lovashadtestet. Segítségükkel a déli csapatok augusztus végén győzelmet arattak a Második Reams Station-i ütközetben. Szeptember közepén Hampton végrehajtotta a Bifsztek portyát, mellyel kb. egy hónapra biztosította a hadsereg ellátását. 1864 novemberében a Boydton Plank Road-i ütközetben elesett fia a fronton és megsebesült másik fia is.
A polgárháborút követő Rekonstrukció vége felé megválasztották Dél-Karolina 77. kormányzójának, s hivatalát 1876-1879 között töltötte ki. Kormányzóvá választását súlyos erőszakos cselekmények között érte el, melyet a Red Shirts nevű paramilitáris csoport követett el a Demokrata Párt érdekében a választások megzavarásával és a néger szavazók megfélemlítésével. A Hamptonnal szövetséges Red Shirts paramilitáris csoportjának kihágásai hozzájárultak, hogy a Demokraták 1876-ban megszerezték a kormányzói posztot. Hampton kormányzói ideje alatt ért véget a Rekonstrukció Dél-Karolinában. Második terminusát egy baleset következtében nem tölthette be, ám helyette beválasztották az állam Szenátusába. 1891-ig maradt Dél-Karolina szenátora.

## Ifjúsága, pályafutásának kezdete és családi élete

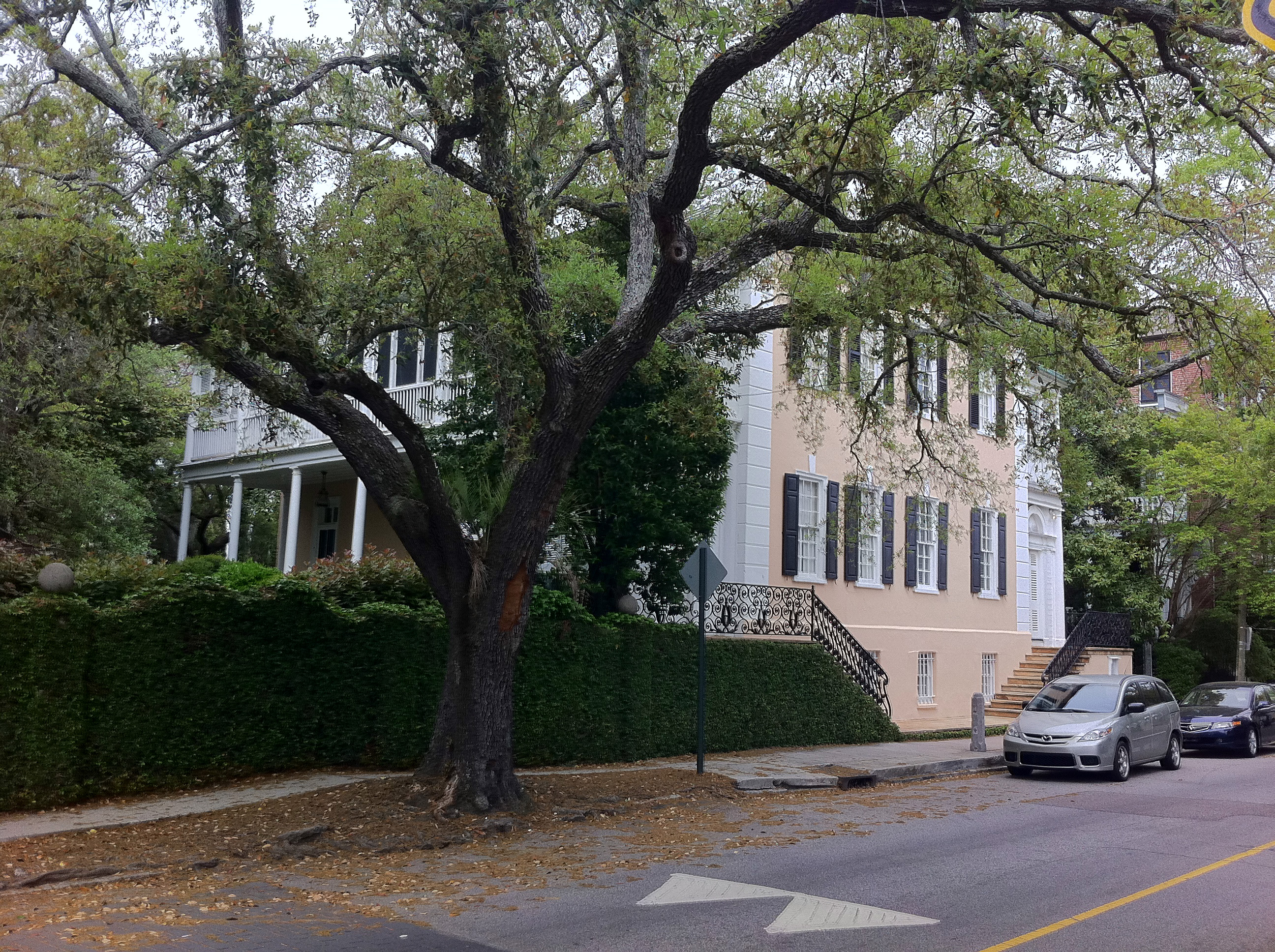
William Rhett ezredes háza, Hasell Str. 54, a dél-karolinai Charlestonban. A ház Wade Hampton III szülőháza.

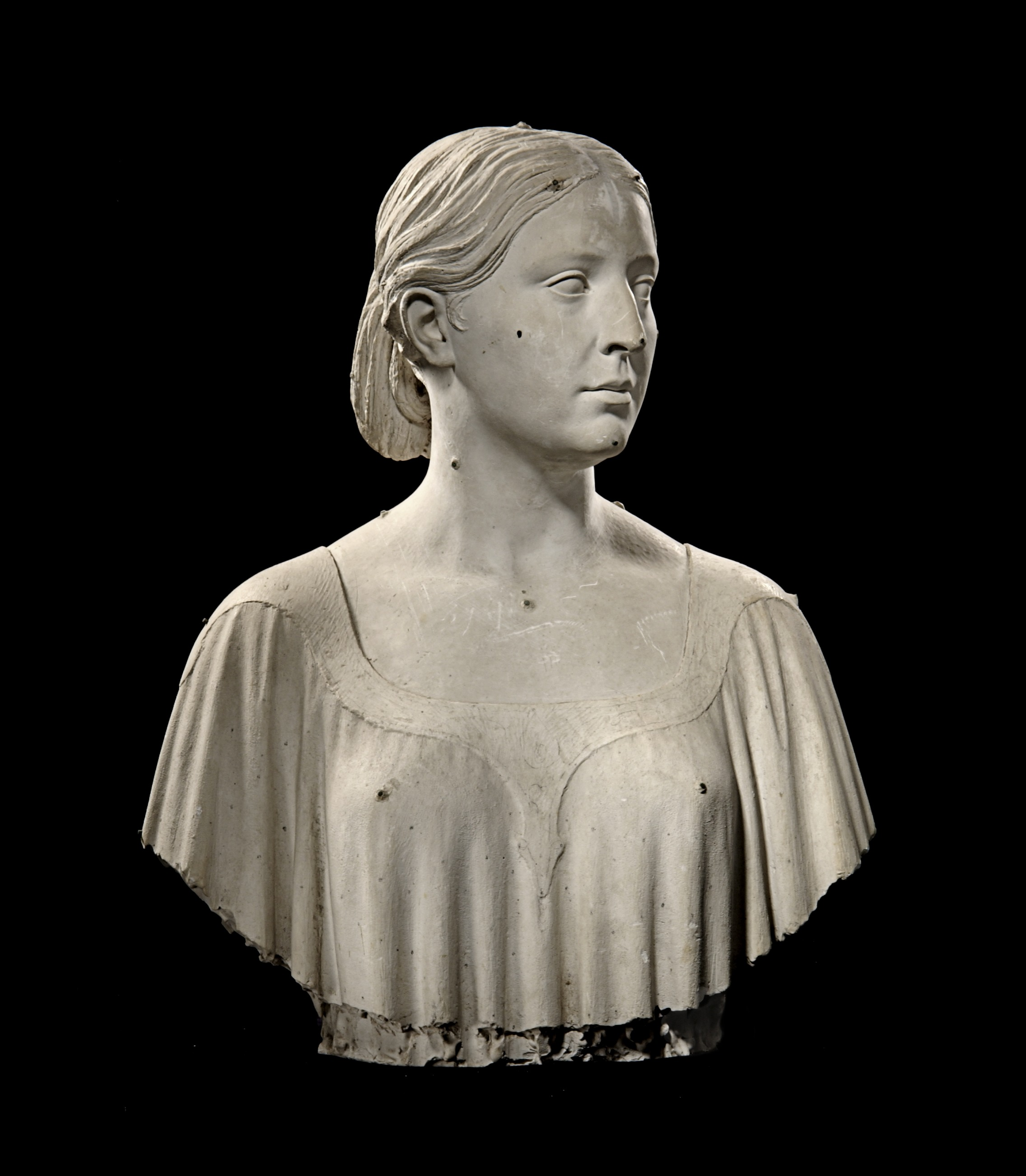
Margaret Frances Preston Hampton képmása, Hiram Powers alkotása, ma a Smithsonian intézetben van kiállítva.

Wade Hampton III 1818-ban született a William Rhett házban, a dél-karolinai Charlestonban. A Hampton família nevezetes ősökre tekinthetett vissza. Apja Wade Hampton II ezredes (1791–1858) és Ann Fitzsimmons Hampton legidősebb fia lett a kicsi Wade. Édesanyja gazdag charlestoni családból származott. Az 1812-es brit-amerikai háború után apja vagyonos lett az USA délkeleti felének földspekulációján meggazdagodva.[forrás?] Hampton a dragonyosoknál szolgált és Andrew Jackson tábornok hadsegéde volt a New Orleans-i csatában. Az öregebbik Wade Hampton nagypapa a Függetlenségi háborúban alezredesi rangot ért el a lovasságnál, majd beválasztották szövetségi képviselőnek a Képviselőházba, végül az 1812-es háborúban dandártábornokként szolgált. A legifjabbik Wade nagybácsija, James Henry Hammond is fontos politikai pályát futott be, az Amerikai Egyesült Államok képviselője volt, majd Dél-Karolina kormányzója és végül az 1850-es évek végén az USA dél-karolinai szenátora lett.
Wade Hampton III gazdag ültetvényes családban nőtt fel és magániskoláztatásban vett részt. Négy húga volt és imádta a négy falon kívüli aktivitást a természetben. Szívesen lovagolt és vadászott, különösen a család észak-karolinai nyári rezidenciáján, High Hampton Innben.. Az ifjú Wade ismert volt róla, hogy vadászkirándulásokat tett az erdőkbe fekete medve után kutatva, mindössze egy késsel felszerelkezve. Néhányan arról számoltak be, hogy összesen 80 medvét ejtett el. Noha Ackerman véleménye szerint a nyolcvanas szám eltúlzott, de Hampton ennek ellelnére kiváló és félelem nélküli vadászként volt nyilvántartva.
1836-ban Hampton diplomát szerzett a South Carolina College-on (ma South Carolina Egyetem) és noha jogásznak készült, végül soha nem praktizált. Apja különböző munkákkal bízta meg az ültetvények körül és idővel a dél-karolinai és mississippibeli ültetvényeket kellett felügyelnie. 1838. október 10-én Wade elvette feleségül a vele egyidős Margaret Frances Prestont. Öt gyermekük született: Wade IV 1840-ben, Thomas Preston 1843-ben, Sarah 1845-ben, John Preston 1846-ban és Harriet Flud 1848-ban. John Preston egyéves korában, 1847-ben meghalt. Harriet a nevét Wade húgáról kapta. 1843-ban az öregebbik Wade megtudta, hogy James Henry Hammond kormányzóként valamelyik lányát szexuálisan zaklatta. Az ebből származó pletykálkodás tönkretette Wade III összes hugának hírét; egyikük sem házasodott meg és Harriet 1848-ban, 25 éves korában meghalt. Wade felesége, Margaret 1852-ben hunyt el. A kicsi Harriet Flud, Wade III lánya pedig ötéves korában, 1853-ban hunyt el.
Az ifjabbik Wade apjához hasonlóan szintén politikai tevékenységet űzött a Demokrata párt színeiben.[forrás?] 1852-ben beválasztották a dél-karolinai törvényhozásba állami képviselőnek, majd 1858-tól 1861-ig az állami szenátusnak volt tagja. Hampton apja 1858-ban elhunyt és így Wade hihetetlen vagyont örökölt ültetvényekben és rabszolgákban.[forrás?]
Ugyanebben az évben Wade ismét megnősül és Mary Singleton McDuffie-t vette el, aki éppen betöltötte a 18. évét. Négy közös gyermekük született, George McDuffie 1859-ben, Mary Singleton "Daisy" Hampton 1861–ben, Alfred 1863–ban és Catherine Fisher Hampton. Catherine még születése évében el is halálozott.

## A polgárháborúban

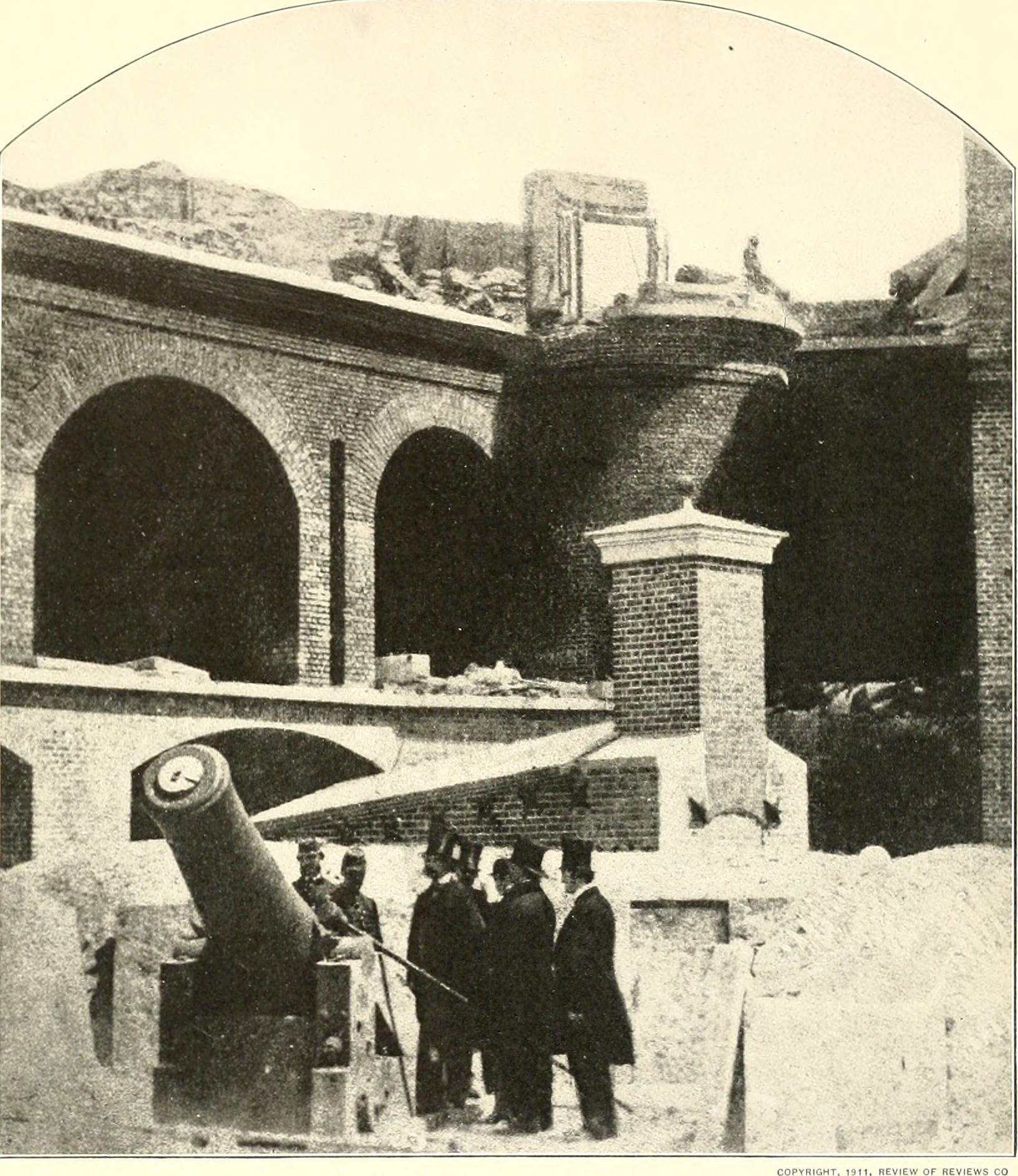
Wade Hampton és más prominens Dél-Karolinaiak megszemlélik Fort Sumter erődjének belsejét 1861. április 10-én, az ostrom után.

### A gyalogságnál
A polgárháború kitörésekor Hampton lemondott szenátusi mandátumáról és közlegényként belépett a dél-karolinai milíciába. Dél-Karolina kormányzója, Francis W. Pickens azonbn ragaszkodott hozzá, hogy Hampton elfogadjon egy ezredesi beosztást. Noha katonai tapasztalata egyáltalán nem volt, az ültetvények irányítása és az állami politikában való részvétel elégséges vezetői képességgel látták el.
Mint az Uniós ezredekben a gazdag emberek szociális helyzetük folytán magasabb rangú beosztást vártak el, ugyanakkor anyagiakban is hozzájárultak a háborús erőfeszítéshez az ezredek felállításával. Hampton részben anyagilag állta a Hamtpon Légió nevű katonai egységének felállítását és meg is szervezte azt. A Légió had századnyi katonát, négy lovassági századot és egy ütegnyi tüzérséget tömörített. Az összes fegyvert Hampton vásárolta számára.
Hampton született lovaskatona volt, bátor, taktikailag merész és kiválóan lovagolt. A korábban katonai rangot nem viselő emberek közül három érte el az altábornagyi rangot a háború folyamán. Richard Taylor és Nathan Bedford Forrest mellett Wade Hampton volt a harmadik közülük.
Hampton a Manassasi csatában esett át a tűzkeresztségen. A Buck Hillről (Bak-domb) hátráló konföderációs erők számára erősítést vitt és ezzel lehetővé tette, hogy Stonewall Jackson dandárja időben elérje őket és védelmi vonalat alakítson ki. Az uniós tüzérség elleni roham közben egy puskagolyó súrolta a homlokát. Ezzel megszerezte első sebesülését is, melyet még további négy követett a háború folyamán.
1861 telén a Hampton Legiót Gustavus W. Smith vezérőrnagy parancsnoksága alá osztották be. Smith hadosztálya Joseph E. Johnston tábornagy Észak-virginiai hadseregébe tartozott. A hadsereg 1862 tavaszán a Virginia-félszigetre lett átcsoportosítva és részt vett Yorktown védelmében, majd a Williamsburgi ütközetben. A Potomac hadsereg előrenyomulása elől Johnston egészen Richmond környékéig vonult vissza. 1862. május 23-án Hamptont előléptették dandártábornokká. Május 31-én, a Seven Pines-i ütközetben súlyos lábsebet kapott, de a nem szünetelő tűzben is lóháton tudott maradni, amíg sebét el nem látták. Hampton az elsősegély után betegszabadságot kapott, melyből a felépülése után visszatérve átsorolták egy Jackson parancsnoksága alatt levő dandárhoz. Ezt vezetve vett részt a Hétnapos csata végső ütközeteiben, bár a dandár utasításai folytán és Jackson passzív magatartása miatt nem látott heves harcokat eközben.

### Átkerülés a lovassághoz
A Virginia-félszigeti hadjárat után Robert E. Lee tábornagy újraszervezte a lovasságot és immár mind lovassági hadosztályt Jeb Stuart vezetése alá helyezte. Stuart Hamptont választotta helyettesének és két lovasdandárja közül az egyik vezetőjének. Hampton tehetséges lovassági vezetőnek bizonyult. A tábornokotot lóháton megfigyelők egyike úgy nyilatkozott, hogy Hampton lóháton nem is lovasnak nézett ki hanem inkább kentaurnak. Hampton dandárját hátrahagyták Richmond környékén, hogy George B. McClellan vezérőrnagy hadseregét szemmel tartsa a Virginia-félszigeten, míg a másik dandár Jacksonnal tartott az Észak-Virginiai hadjáraton. Így Hampton és emberei nem voltak jelen a hadjáratot sikerré tevő Második manassasi csatában.
A dandár csak később csatlakozott Lee főerejéhez és az Antietami csatában már a konföderációs erők balszélét biztosította. 1862 októberében Hampton erői részt vettek a Chambersburg portyán. Miután a pennsylvaniai város megadta magát a déli csapatoknak, rövid ideig Hampton lett a katonai kormányzója. 1862 telén Hampton portyák sorát vezette az ellenséges vonalak mögé. November 27-én 158 emberrel átkelt a Rappahannockon és 100 lovat, 92 foglyot ejtett a 3. pennsylvaniai lovasezred főörsének elfogásával a hartwoodi templomnál. December 10-én 520 katonával rajtaütött Dumfriesban levő őrségen és 50 foglyot ejtett, 17 szekérnyi felszerelést zsákmányolt. Egyik alkalommal sem volt vesztesége. December 17-18-án megpróbálta elérni Occoquant. Eközben le kellett küzdenie egy new jersey-i lovasezred ellenállását. de az ütközet ellenére 150 foglyot ejtett és 20 szekérnyi zsákmányt ejtett. Összességében jelentős mennyiségű zsákmányt rabolt mindenféle veszteség nélkül, és kiérdemelte Lee tábornagy elismerését és dicséretét. Stuart december 26-án 1800 embert és négy ágyút vitt az uniós vonalak mögé a Morrisville felé vezető gázlón átkelve. Lényegében megismételte Hampton portyáit, de ezúttal nem ejtettek lényeges zsákmányt. Hamtpon az északi oszlopot vezette ezalkalommal. December 27-én megleptek és megszalajtottak két utánuk kutató uniós lovassági ezredet Occoquan és Dumfries között, majd átkergették az Occoquan-folyón. Stuart ekkor pár ad hoc döntéssel Viennán, a Frying Pan-farmon át Middleburgig vezette a portyát. A zsákmány nem volt jelentős, szinte nem érte meg az egy halott, tizenhárom sebesült és tizenhárom eltűnt veszteségét. A portyák miatt Hampton sem a Fredericksburgi, sem a chancellorsville-i csatában nem volt jelen.
1863 júniusában a Brandy Station-i ütközetben, a háború legnagyobb, túlnyomóan lovassági ütközetében, Hampton könnyebb sebet kapott, öccse, Frank azonban elesett a küzdelemben. Június 25-én Hampton dandárja Stuarttal tartott annak hosszú, ellenséges vonalak mögötti pennsylvaniai portyájára, melyen az Uniós hadsereg megkerülése után elvesztették kontaktust Lee főerőivel. Nagy kerülő után Stuart és Hampton elérték július 2-án délután a Gettysburgi csata környékét. Hamptont a város külterületén megtámadta az uniós lovasság. A harcban egy lovas karabélyt fogott rá, de ezalatt egy másik szablyacsapásától a fejének hátulján megsérült, a támadást azonban a dandár elhárította és rendben megérkezett a konföderációs táborba. Július 3-án, a csata harmadik napján Hampton a várostól keletre harcolt George A. Custer és David M. Gregg lovasságával. A keleti lovasmező harcaiban nem sikerült az áttörés és az uniós gyalogság mögé kerülés. Fitzhugh Lee elrendelt egy rohamot, melyhez neheztelve a rangidős Hamptont is csatlakozott. Két újabb szablyavágás is érte, de mindaddig harcolt, míg egy tüzérségi srapnel el nem találta a csípőjét. Laurence S. Baker ezredes vette át Hampton dandárjának vezetését a sebesülés után. Hamptont a hadsereg szekértrénje vitte vissza Virginiába a visszavonulás során, ahol John Bell Hood mellett ült az ambulanciás kocsin. 1863. augusztus 3-án Hamptont előléptették vezérőrnaggyá és parancsnokságot kapott egy teljes lovassági hadosztály fölött. Gettysburgi sebei lassan gyógyultak, így egészen novemberig nem vette át a közvetlen irányítást hadosztálya fölött.

### A lovashadtest főnökeként
Az 1864-es Overland hadjáratban Hampton hadosztálya harcolt Todd's Tavernnél, ahol Philip H. Sheridan vezérőrnagy lovasságát kellett megállítania a Vadon csata folyamán. A Spotsylvaniai csata során Hampton a konföderációs balszárnyon járőrözött, ezalatt érkezett a hír, hogy Stuartot halálosan megsebesítették a Yellow Taverni ütközetben. Hampton nem kedvelte Stuartot, mert egy feltűnési viszketegségben szenvedő bolondnak tartotta, és úgy vélte, hogy sokszor elhanyagolta a lovasság igényeinek kielégítését, de harctéri kvalitásait elismerte. Stuart mentalitásában sokkal közelebb állt Fitzhugh Lee-hez, aki Lee tábornagy unokaöccse volt. A két tiszt vetélkedett egymással a lovasság fölötti irányítás megszerzéséért. Hampton rátermettségét és rangidősségét nehéz volt nem figyelembe venni, de Lee tábornagy unokaöccse érzékenységének védelmében megpróbálta innentől hadosztályonként külön feladatra felhasználni a lovasságot és mindkét tábornoka közvetlen neki jelentett. Hampton a hadsereg visszavonulását fedezte a North Anna ütközetig, majd harcolt Haw's Shopnál. Ezután a teljes lovasságot Sheridan lovassága ellen küldték, amely a virginiai vasútvonalak elpusztításával foglalkozott. A művelethez szükségszerűen egyesíteni kellett a hadtestet, a vezetője pedig nem lehetett más, mint a rangidős Hampton. Vezetésével 1864 júniusában győztek a Trevillian Station-i ütközetben, a háború legnagyobb, kizárlólag lovasság vívta összecsapásában. Richmondba való visszatérése után részt vett a Nance's Shop-i ütközetben, majd 1864. augusztus 11-én végre az irányítása alatt egyesült a lovashadtest.[forrás?]
1864. szeptember 14. és szeptember 17. között ő tervezte meg és hajtotta végre a konföderációs sereg egyik legnagyobb haditettét, az ún. Beefsteak Raidet. 3000 emberével merész portyázás keretében behatolt az unionista vonalak mögé és elhajtott tőlük több mint 2600 szarvasmarhát, amit az ostromlott Richmondba és Petersburgbe juttatott, átmenetileg enyhítve a súlyos élelemhiányon.
1864. október 27-én Boydton Plank Road-i ütközetben, Petersburg közelében Hampton hadnagyi rangban szolgáló fiát, Thomas Preston Hamptont küldte egy üzenetet átadni. A hadsegéd távozott, majd röviddel ezután Hampton és másik fia, Wade IV hasonló irányba lovagolt és 200 métert megtéve beleütközött Preston élettelen testébe. Hampton fiát lelőtték és mialatt az ifjabb Wade leszállt a nyeregből, őt is golyó érte, de ő túlélte a sebesülést.

### Dél-Karolina védelmében
Mialatt Lee hadseregét beszorították Petersburg állásai mögé Hampton 1865 januárjában visszatért Dél-Karolinába. Formailag Lee parancsnára tette, aki William T. Sherman vezérőrnagy Karolina hadjáratának útját akarta eltorlaszolni. Lee csak a lovasság egyetlen dandárának áthelyezését hagyta jóvá, így Hampton után Fitzhugh Lee vette át a hadtest irányítását. Hampton egyes források szerint katonákat érkezett toborozoni Dél-Karolinába, de ekkor már megromlott a viszony közte és Lee tábornagy között, aki 1865 januárjától a déli erők vezénylő tábornoki beosztását is ellátta. Hampton utólag elmesélte Mary Boykin Chestnutnak, hogy Lee nagyon kurtán és halálosan fenyegetően azt felelte neki, hogy akár az egész hadosztályát leviheti Dél-Karolinába, őt az sem érdekli. Mary Chesnut naplója azzal mentegette Lee-t, hogy utálta az ellentmondást. A Dél-Karolinai katonai hivatalt P. G. T. Beauregard tábornagy igazgatta, akinek az utasítására Hampton megpróbálta Sherman ellen koncentrálni haderejét. A harcképes erőt William J. Hardee altábornagy 13 700 embere képezte. Joseph B. Wheeler vezérőrnagy 6700 fős lovassága is jelen volt a Tennessee hadseregtől, míg Hampton csak 1500 főt vitt magával Virginiából. Wheeler West Pointot végzett és jelentős harci tapasztalata volt, de a katonái fegyelmezetlenek voltak és olyan kihágásokat követtek el a helyi lakossággal szemben, hogy azok arra panaszkodtak, hogy Wheeler katonái pont annyit ártanak mint maga Sherman. Wheeler rangidős volt Hamptonnal szemben és ugyanakkor sokkal fiatalabb nála. Hampton szempontjából a helyzete ugyanolyan rossz volt, mint Stuart alatt és kijelentette, hogy inkább kéri áthelyezését a gyalogsághoz, semmit Wheeler alatt szolgáljon. A lakosság ellenkezését Alfred Roman ezredes jelentése is megerősítette a Samuel Cooper asztalán. Beauregard előbb kinevezte Hamptont a hivatal irányítása alatt működő összes lovasság parancsnokává, majd értesítette Lee-t, hogy kezdeményezze Hampton előléptetését. Jefferson Davis is egyetértett ezzel, így 1865. február 14-én Hamptont előléptették altábornagynak.
Három nappal később Hampton nem tudta megakadályozni Shermant, hogy bevonuljon Columbiába és a város eközben leégett. Vele együtt elhamvadt Hampton ültetvénye is, melyet az unionista katonák gyújtottak fel. 1865. február 22-én Lee parancsára Joseph E. Johnston tábornagy vette át a Dél-Karolina, Georgia és Florida katonai hivatal irányítását és az Észak-Karolinai hivatalét is. A következő két hónap folyamán Hampton Johnston alatt szolgált és közösen próbálták Shermant megállítani. Hampton lovassága 1865. március 19 és 21 között részt vett a Bentonville-i ütközetben, ahol Johnston utoljára támadásba vitte a déli katonákat, hogy Sherman északi útját állja. Alig több, mint egy hónappal később, 1865. április 26-án Joseph E. Johnston tábornagy Tennessee hadserege megadta magát az észak-karolinai Durham mellett. Hampton azonban vonakodott letenni a fegyvert és megadni magát, így majdnem tettlegességbe bonyolódott Hugh Judson Kilpatrick dandártábornokkal a Bennett-farmon a ceremónia alatt.[forrás?] Hampton nem akarta megadni magát a hadsereggel, amelynek a háború első napjai óta tagja volt. Lee és Johnston fegyverletétele után a dél felé menekülő Jefferson Davisszel arról folytatott levelezés, hogy az elnök folytassa az ellenállást a Mississippin-túli területeken. Hampton lekéste Davis kisszámú csapatának indulását Charlotte-ban, mely után az elnököt a szövetségi katonák elfogták. Hampton csak ekkor realizálta, hogy a itt a vég.

## A polgárháború után

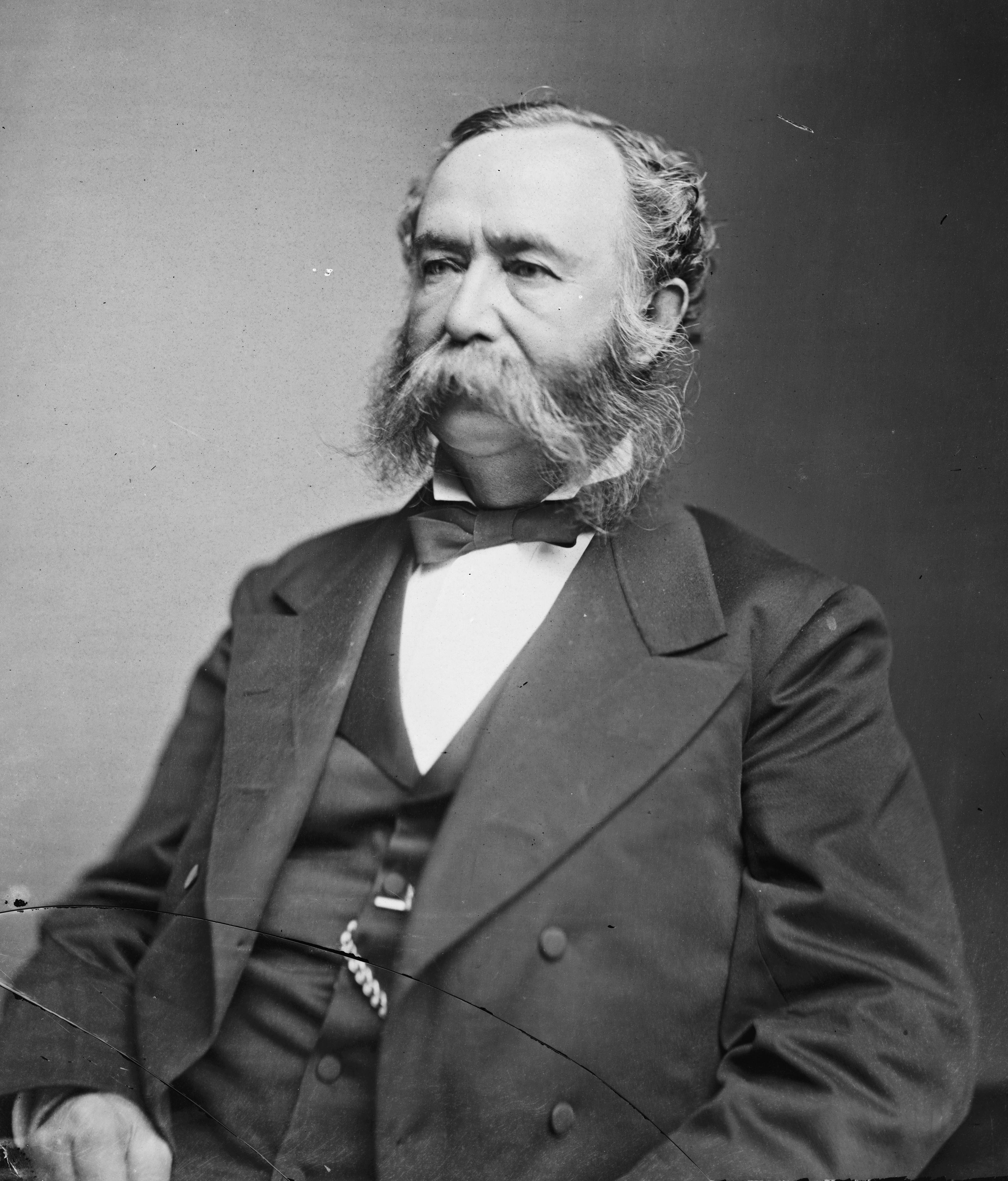
Hampton szenátorként. A felvétel valamikor 1865 és 1880 között készült.

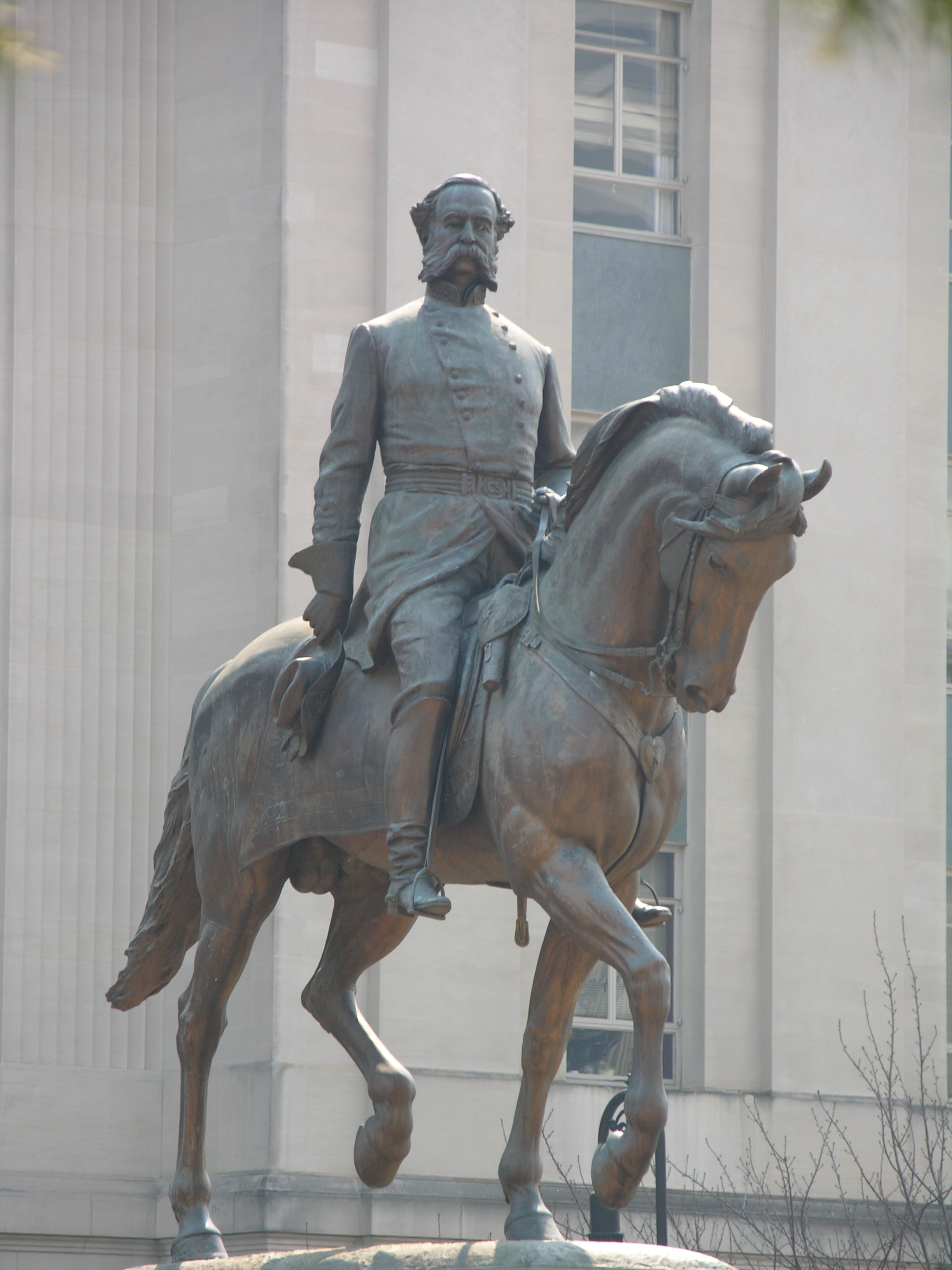
Wade Hampton III lovasszobra a Dél-Karolinai törvényhozás pázsitján, Frederick Ruckstull alkotása.

Jubal A. Earlyvel közösen Hampton a Lost Cause szószólója lett. A Lost Cause a Konföderáció elveszett ügyének propagálásával, a politikai szándékok tisztára mosásával és az események összeállításával foglalkozó mozgalom lett. Hampton emellett vagyonának elvesztését is gyakran a jenkikre kárhoztatta. Osztozott abban a hitben, hogy az amerikai Délen gyakorolt rabszolgaság jótékony hatású volt a négerekre nézve és a negroid rassz alsóbbrendű a kaukázusinál. Hampton erősen ellenezte, hogy a szövetségi kormányzat által felállított United States Colored Troopsnak nevezett színesbőrű katonák megszállják Dél-Karolinát.[forrás?]
Hamptonnak 1865-ben felajánlották, hogy jelölik a kormányzáságért folytatott vetélkedésbe, de visszautasította, mert az északiak automatikusan gyanúval éltek volna, ha egy konföderációs tábornok közéleti pozícióba kerül mindössze néhány hónappal a polgárháború véget után. Hampton sajátos módon azért folytatott választási hadjáratot, hogy a szavazók nehogy rá voksoljanak. 1868-ban a Demokrata Párt dél-karolinai központi bizottságának elnöke lett. Ugyanebben az évben a radikális republikánusok kormányzójelöltje nyerte a választást Dél-Karolinában.
Hampton lényegében minden politikai aktivitását szüneteltette 1876-ig. 1870-ben segített egy pénzalap létrehozásában, mikor a szövetségi kormányzat Ku Klux Klan-ellenes törvényeket kezdett hozni. 1871-ben a szövetségi politika a fehér Republikánusok és a felszabadított négerek elleni erőszakot elnyomó intézkedéseket hozott. Hampton maga nem volt érintett a Ku-Klux-Klan szervezetében, vagy bármilyen tevékenységében. Az 1870-ben Hampton volt dandárparancsnokát, Matthew C. Butlert támogatta a választási kampányban. Butler a Union Reform Party of South Carolina jelöltje szeretett volna lenni, de Richard B. Carpenter legyőzte. Robert Kingston Scott, Republikánus párti inkumbens kormányzót azonban újraválasztották 1870-ben, így a Rekonstrukciós éra folytatódott.
A KKK mellett más felkelőcsoportok is formálódtak hasonló célokból. Dél-Karolinában és más déli államokban a háború után úgynevezett lövészklubokba tömörültek a törvényenkívüli csoportok. 1876-ban kb. 20 000 tagja volt a lövészkluboknak.
Az 1870-es évek közepén a fehér felsőbbrendűség paramilitáris csoportja, a Red Shirts létrehozta szervezeteit szerte az állam megyéiben.[forrás?] Ezek a csoportok a Demokrata Párt fegyveres öklének számítottak, a választások alkalmával fenyegető felvonulásokat tartottak, a Republikánus párt gyűléseit nyíltan megzavarták, és a feketék választási hajlandóságának elnyomásán és a fekete népesség megfélemlítésén dolgoztak.
Hampton ellenzett minden a radikális republikánusoktól származó ötletet, melyet a Rekonstrukciós éra alatt polikai tervvé fogalmaztak a déli országrészen, kiváltképpen hogy az négereket szavazóképességét és részvételét a politikában. 1876-ban tért vissza személyesen a politikába, és elhatározta a nevezett elvek ellen való indulást. Hampton Demokrata párti jelölt lett Daniel Henry Chamberlain inkumbens Republikánus kormányzó ellenében. Az 1876-os választás a legvéresebbnek ígérkezett az állam történelmében. A Red Shirts minden államban a feketék elnyomása érdekében küzdött. „Egy anti-rekonstrukciós történész később úgy becsülte, hogy 150 négert öltek meg Dél-Karolinában a kampány következtében.” Rod Andrew, Hampton életrajzírója szerint "nem mutat rá bizonyíték, hogy Hampton maga szorgalmazta volna, vagy hozzájárult az erőszakhoz." Ennek éppen ellenkezőjére utal, hogy Benjamin Tillman, a Red Shirts vezetője elengedhetetlenül fontos szerepet játszott Hampton 1890-es kibuktatásában a Szenátusból.
Mindkét párt győztesnek hirdette ki magát a választás után. A következő hat hónapban két párhuzamos állami törvényhozás követelte magának a kizárólagosság jogát. A Dél-Karolinai Legfelsőbb Bíróság végül úgy ítélte, hogy Hampton nyerte meg a választást, így ő lett a polgárháború óta elsőként megválasztott Demokrata párti kormányzó. Az elnökválasztást Rutherford B. Hayes nyerte, miután a Demokrata és Republikánus politikusok megegyeztek, hogy utóbbiak adják az elnököt, ha megszavazzák a Rekonstrukció hivatalos végét. 1877-ben Hayes visszarendelte a szövetségi csapatokat az Egyesült Államok déli feléből, miáltal lényegében kiszolgáltatta a újonnan szabaddá vált fekete népességet a fehérek uralmának.
A választás után Hamptont Dél-Karolina megmentőjeként ünnepelte a fehér többség; egyike lett azoknak a Demokratáknak, akiket Megváltóként választottak meg a déli államokban és segített a Rekonstrukció lebontásában. 1878-ban újraválasztották, amihez a Red Shirts támogatását adta, de nem volt szükség annyi erőszakra, mint korábban. Hamptont két nappal később szarvasvadászatom vett részt és öszvére ledobta. Az esés következtében jobb lába eltört és több héttel később a sérülés következtében beálló komplikációk miatt amputálni kellett.
Az amputáció napján Hamptont a Dél-Karolina állambeli törvényhozás beválasztotta az állami Szenátusba, anélkül, hogy ő erre jelentkezett volna. A szenátusi pozíció érdekében lemondott a kormányzói mandátumról és egészen 1891-ig maradt tagja a szenátusnak. Bourbon Demokrata volt, aki győzelme érdekében némileg a feketék szavazataira is appellált. John L. M. Irby nyerte el az állami mandátumát az 1890-as választáson.

## Öregkora
1893-tól 1897-ig Hampton az Egyesült Államok vasúti biztosa volt, mely pozícióra Grover Cleveland elnök nevezte ki.
1890-ben Hampton unokahúga, a sebészet nővérként dolgozó Caroline feleségül ment William Halstedhez, aki később az amerikai sebészet atyjaként lett ismert kiváló eredményei után. Hogy megóvja Caroline bőrét a sterilizáló folyadékok maró hatásától, különleges, vékony sebészkesztyűt tervezett számára.
Wade Hampton 1902-ben halt meg a dél-karolinai Columbiában. A városi Trinity Episcopal Church temetőjében helyezték örök nyugalomra.

## Emlékezete

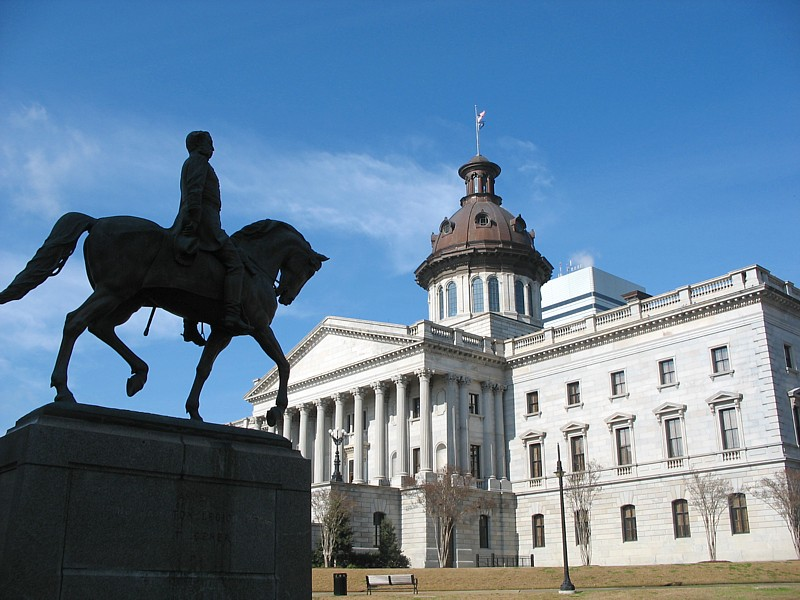
Wade Hampton szobra az állami törvényhozás előtt, másik szögből.

Halála után a Dél-Karolinai törvényhozás szobrot akart emelni tiszteletére a Capitoliumban. Egy másik lovasszobrot, Frederick W. Ruckstull alkotását a törvényhozás épülete előtt állították fel 1906-ban.
Dylann Roof vérgőzös charlestoni merénylete után, melyet egy episzkopális templomban hajtott végre, 2015. június 17-ére virradó éjjel Hampton szobrát több más konföderációs emlékművel együtt el akarták távolítani a Capitoliumból. A kongresszusi képviselők a szobrok megtartására szavaztak.
Hampton polgárháborús vezetői kvalitásainak és a rekonstrukciós politikától való megszabadításának elismeréseképpen a nemzeti törvényhozás 1878-ban Beaufort megyéből lehasította Hampton megyét. Hampton Courthouse városa, később Hampton névre rövidülve 1879. december 23-ával kezdődően Hampton megye székhelye lett.
Dél-Karolina teljes szélességében rengeteg várost és települést neveztek el róla. Dél-Karolina legalább nyolc különböző településén van Wade Hampton utca, nevezetesen Beaufortban, Charlestonban, Duncanben, Greenville-ben, Greerben, Hamptonban, Taylorsban, és Walterboróban és körlbelül 47 településnek van utcája „Hampton” néven. Az állam két középiskoláját hívják Wade Hampton High Schoolnak (Wade Hampton Középiskola) Greenville-ben és Varnville-ben. Hampton alma materében, a University of South Carolina egyik kollégiuma ma a nevét viseli. 2021 júliusában az egyetem elnöki bizottsága javasolta, hogy távolítsák el az épületről a nevét.
Charlestonban a Hampton Parkot nevezték el róla, Columbiában pedig egy másik parkterülettel adóztak az emlékének. A Spartanburg közelében emelkedő Hampton-magaslatok lakónegyede szintén az ő nevét viseli. 1964-ben megnyílt a Wade Hampton Academy Orangeburgban és szegregációs tanulmányi intézetnek volt szánva. Az iskola később, 1986-ban összeolvadt a Willington Academy-vel és felvette az Orangeburg Preparatory Schools nevet.

## Fordítás
Ez a szócikk részben vagy egészben  a   Wade Hampton III című angol Wikipédia-szócikk ezen változatának fordításán alapul.  Az eredeti cikk szerkesztőit annak laptörténete sorolja fel. Ez a jelzés csupán a megfogalmazás eredetét és a szerzői jogokat jelzi, nem szolgál a cikkben szereplő információk forrásmegjelöléseként.